# Delias nieuwenhuisi
Delias nieuwenhuisi är en fjärilsart som beskrevs av Van Mastrigt 1990. Delias nieuwenhuisi ingår i släktet Delias och familjen vitfjärilar. Inga underarter finns listade i Catalogue of Life.